# Valeronitrile
Il valeronitrile, noto anche come cianuro di butile, è il nitrile la cui catena principale ha 4 atomi di carbonio, ed ha formula molecolare C4H9CN.  A temperatura ambiente è un liquido chiaro da giallo a incolore.
A pressione atmosferica, fonde a -96,2 °C e bolle a 139-141 °C.
È infiammabile e tossico per ingestione.

## In natura
Il valeronitrile è stato trovato nelle piante del genere Brassica

## Usi
Il valeronitrile era usato nella sintesi dell'Acido valerico; era anche usato per aumentare l'attività nitrilasica (idrolisi dei nitrili) in molti casi.